# Nowy Świat Przygód
Nowy Świat Przygód – czasopismo, które było kontynuacją ukazującego się od 1935 r. tygodnika "Świat Przygód" zamieszczającego głównie komiksy; wznowiony po wojnie 20 marca 1946 r. w Katowicach pod tytułem "Nowy Świat Przygód" kontynuował linię przedwojenną. Początkowo redakcja mieściła się przy ulicy Juliusza Ligonia 43, a w późniejszym okresie na ulicy Wojciechowskiego 86. W 1947 r. redakcja przeniosła się do Warszawy, a tytuł wrócił do pierwotnej wersji "Świat Przygód".
W czasopiśmie tym swą pierwszą opowieść SF "Człowiek z Marsa" opublikował w roku 1946 Stanisław Lem. W tej gazecie rozpoczynał także swoją artystyczna drogę jako ilustrator i autor komiksów Władysław Nehrebecki, późniejszy twórca filmów animowanych, autor serii Bolek i Lolek.